# Kangourou
Pour les articles homonymes, voir Kangourou (homonymie).
Taxons concernés
La famille des Macropodidés comprenant deux sous-familles :
- Macropodinae Gray, 1821
- † Sthenurinae Glauert, 1926modifier

Le kangourou est un marsupial de la famille des macropodidés typique du continent australien.
Au sens strict, le nom kangourou désigne l'un des membres des quatre plus grandes espèces de macropodidés (« grands pieds ») vivantes : le kangourou roux, le kangourou géant, le kangourou gris et le kangourou antilope.
Au sens large, on y rassemble les 65 plus grandes (dont deux éteintes) espèces vivantes de la famille des macropodidés. En plus des espèces précédentes, on y ajoute les wallaroos, les wallabys, les kangourous arboricoles, les pademelons et le quokka.
On les trouve, à l'état sauvage, principalement en Australie, sur le continent et en Tasmanie. Pour ce qui concerne les kangourous arboricoles, on les trouve dans les forêts tropicales montagneuses de Nouvelle-Guinée occidentale, de Papouasie-Nouvelle-Guinée et d'Australie (État du Queensland).
On estime les kangourous d'Australie à cinquante millions. Les kangourous sont nocturnes. La queue du kangourou lui sert de trépied au repos, et de balancier quand il saute : cette locomotion est appelée « crawl-walking » en anglais, littéralement « la marche rampante ».

## Étymologie
Le mot kangourou provient du guugu yimidhirr gangurru, terme qui se réfère à une espèce de grand kangourou noir ou gris,,.

## Description

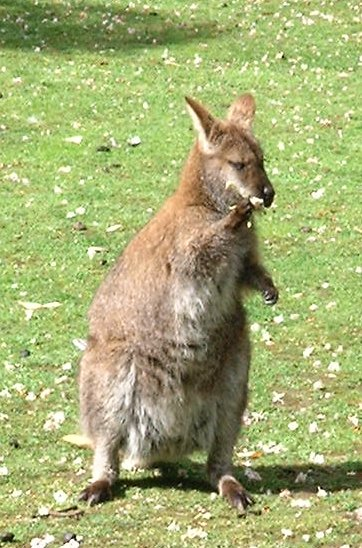
Wallaby de Bennett (Macropus rufogriseus).

Il existe quatre sous-espèces de kangourous : 
- le Kangourou roux ;
- le Kangourou géant ;
- le Kangourou gris ;
- le Kangourou antilope.

Le Kangourou roux dont le mâle, au pelage roux, peut mesurer 1,8 m et peser 85 kg (la femelle, 1,1 m et 35 kg) et avoir une queue longue de 1 m, est souvent considéré, à tort, comme le kangourou le plus répandu. La plus large population est en réalité celle des kangourous géants.
Ils sont caractérisés par de grands membres postérieurs (d'où le nom de la famille), par leur très bonne adaptation, par leurs grands sauts et par une poche abdominale (ou poche marsupiale) qui abrite le petit du kangourou. La queue est grande et puissante, elle sert de balancier pendant les sauts et l'animal s'y appuie (comme un « siège ») au repos.
Comme leur population a fortement augmenté depuis l'arrivée des Européens[Comment ?], la chasse industrielle est bien organisée[En quoi ?]. La viande est maigre et assez goûteuse. Le cheptel est évalué à 50 millions d'individus.
Animal emblématique de l'Australie, le grand kangourou y est plus populaire dans les campagnes que dans les villes. En effet, extraordinairement adapté aux conditions de vie extrêmes, capable de supporter en période de sécheresse des températures de plus de 40 °C, ce marsupial prolifère dans tout le pays.

## Comportement et écologie

### Reproduction
Un mâle féconde en moyenne vingt femelles et les prétendants à ce rôle de géniteur sont légion. C'est pourquoi ils se battent avant l'accouplement. Les kangourous mâles se battent en appui sur leur queue, en se donnant des coups de pattes antérieures et postérieures. Le gagnant du combat s'accouplera avec la femelle.
Maturation sexuelle : les données de reproduction sont variables selon les espèces. Dans le cas du kangourou roux, les mâles arrivent à maturité sexuelle au bout de 24 mois contre 14 à 22 mois pour les femelles. Durant les grandes sécheresses, les femelles deviennent automatiquement stériles.
Saison des amours : les accouplements ont lieu toute l'année.
Gestation : la gestation varie selon les espèces entre 30 et 38 jours. Naît ensuite le bébé, qui mesure au début dans les 2-3 cm et pèse 1 g. En effet le petit naît dans une poche remplie de liquide amniotique. Une fois celle-ci déchirée le petit s'agrippe au pelage de sa mère pour grimper aussi vite que possible dans la poche incubatrice. Il se développe alors à l'abri dans la poche marsupiale (marsupium) de la femelle. Il reste entre 235 à 250 jours dans la poche de sa mère.
Portée : un deuxième bébé s'installe déjà dans la poche alors que le premier n'est pas encore sorti. Ceci permet de remédier à la mortalité infantile élevée du fait des conditions de vie extrêmes.

#### Naissance

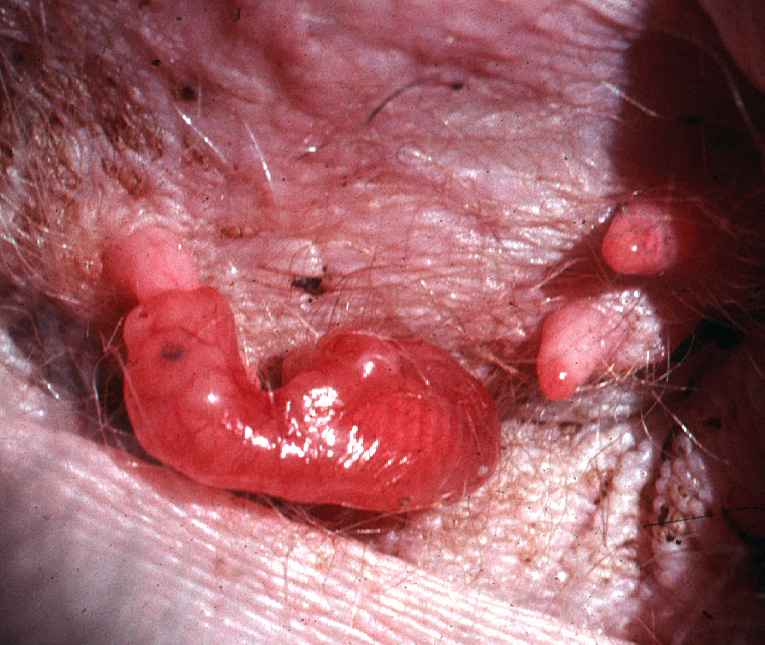
Un embryon dans la poche marsupiale.

Comme tous les marsupiaux, les kangourous mettent au monde des nouveau-nés à l'état d’embryon de 4 semaines, à un stade de développement équivalant à celui d'un embryon humain de 8 semaines. À ce stade il ne mesure pas plus de 2 cm pour un poids de 1 gramme. Pour rejoindre la poche marsupiale (marsupium), il rampe sur la fourrure de sa mère. Pour l'aider, sa mère lui trace un chemin avec sa salive. Cette poche maternelle est située sur le ventre à une distance de 30 cm au-dessus du vagin et est ouverte vers le haut. Elle contient quatre tétines qui produisent un lait dont la composition varie au fur et à mesure de son développement, riche en sucres au début, il devient plus riche en protéines ensuite pour favoriser le développement du cerveau et des membres puis en graisse pour favoriser son activité.
La femelle peut avoir jusqu'à 3 bébés : un bébé assez grand pour sortir de la poche, un autre qui vit dans la poche et un embryon dont le développement est mis en pause.
À ce stade les poumons n'étant pas encore développés, le corps rouge vif, dont seuls les membres antérieurs sont développés, est recouvert de nombreux vaisseaux afin de capter l’oxygène dont il a besoin.
Une fois dans la poche, le bébé nu s'accroche à une tétine et ne quitte plus son abri jusqu'à ce qu'il soit capable de se nourrir seul. Il sort la tête pour la première fois de la poche vers 5 à 6 mois. Lorsqu'il sort pour la première fois, il pèse environ 3,5 kg. Il quitte la poche définitivement 3 mois après. Les kangourous tètent leur mère jusqu'à l'âge d'environ un an. Ils sont adultes à dix-huit mois.
La femelle garde un embryon en réserve dans son utérus dans un état d'attente provoqué par la lactation du petit dans la poche, dont la perte accidentelle provoque la reprise du développement de cet autre embryon.

### Mode de vie

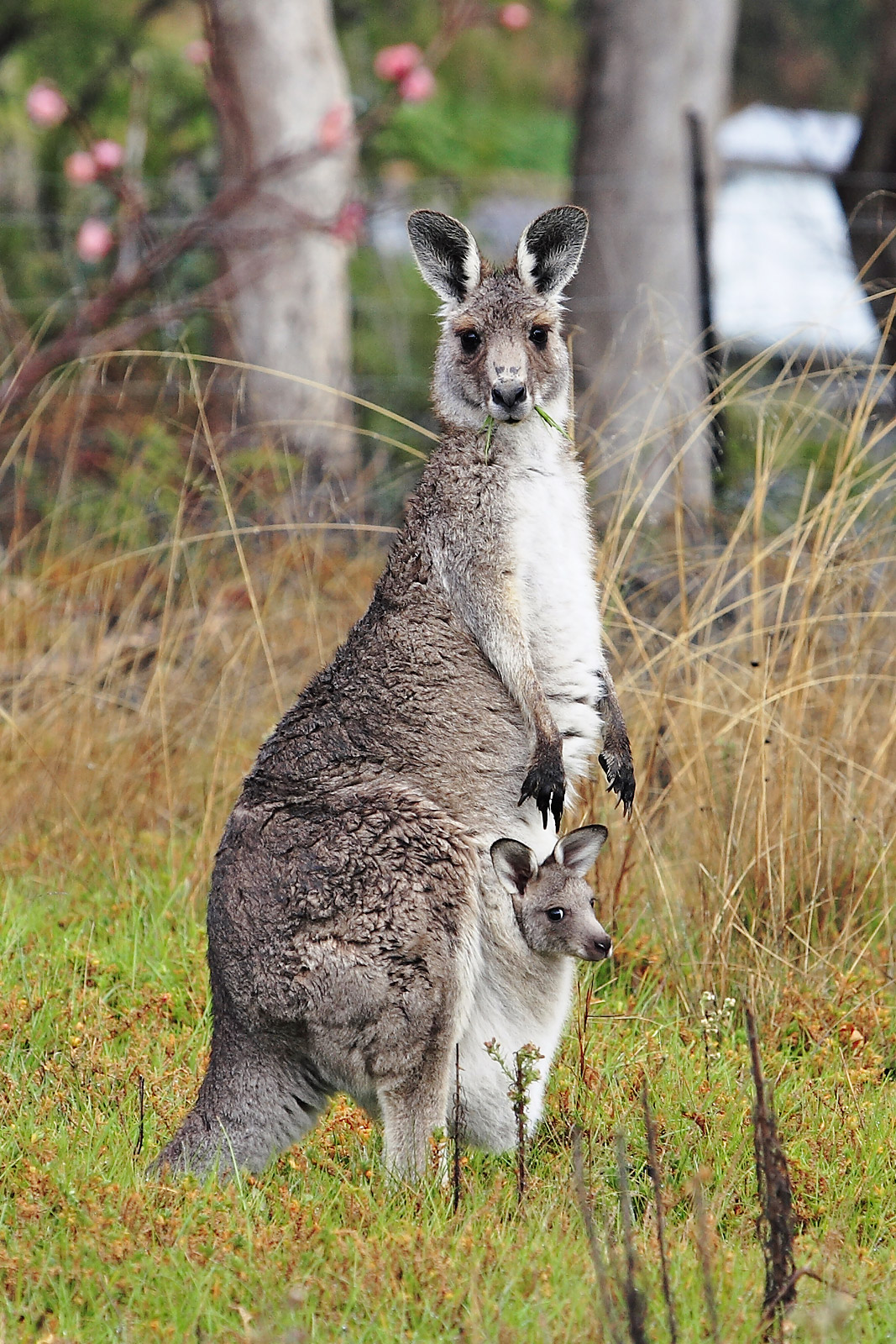
Femelle kangourou géant et jeune.

La plupart des kangourous sont herbivores, mais certains d'entre eux sont aussi insectivores.
Ils sont actifs surtout au crépuscule et la nuit. Leurs prédateurs sont les dingos et les chiens, depuis que leur principal prédateur, le tigre de Tasmanie, a disparu. Lorsque la nourriture manque, des aigles se groupent pour les chasser ainsi que des reptiles pour les plus petites espèces. Pour combattre les chiens, une de leurs tactiques favorites est d'aller dans l'eau et de noyer l'assaillant ; ils peuvent aussi utiliser leurs pieds pour des combats à la savate. Les mammifères meilleurs sauteurs n'ont pas de cri particulier, bien qu'ils puissent grogner ou émettre un son ressemblant à une toux. Dans certains cas, ils peuvent souffler, un peu à la manière des chats. Les femelles peuvent appeler leur progéniture en émettant des claquements de langue. Cependant, le son le plus courant que les kangourous produisent est celui de leurs pattes frappant fortement le sol pour prévenir leurs congénères d'un danger.

### Déplacement

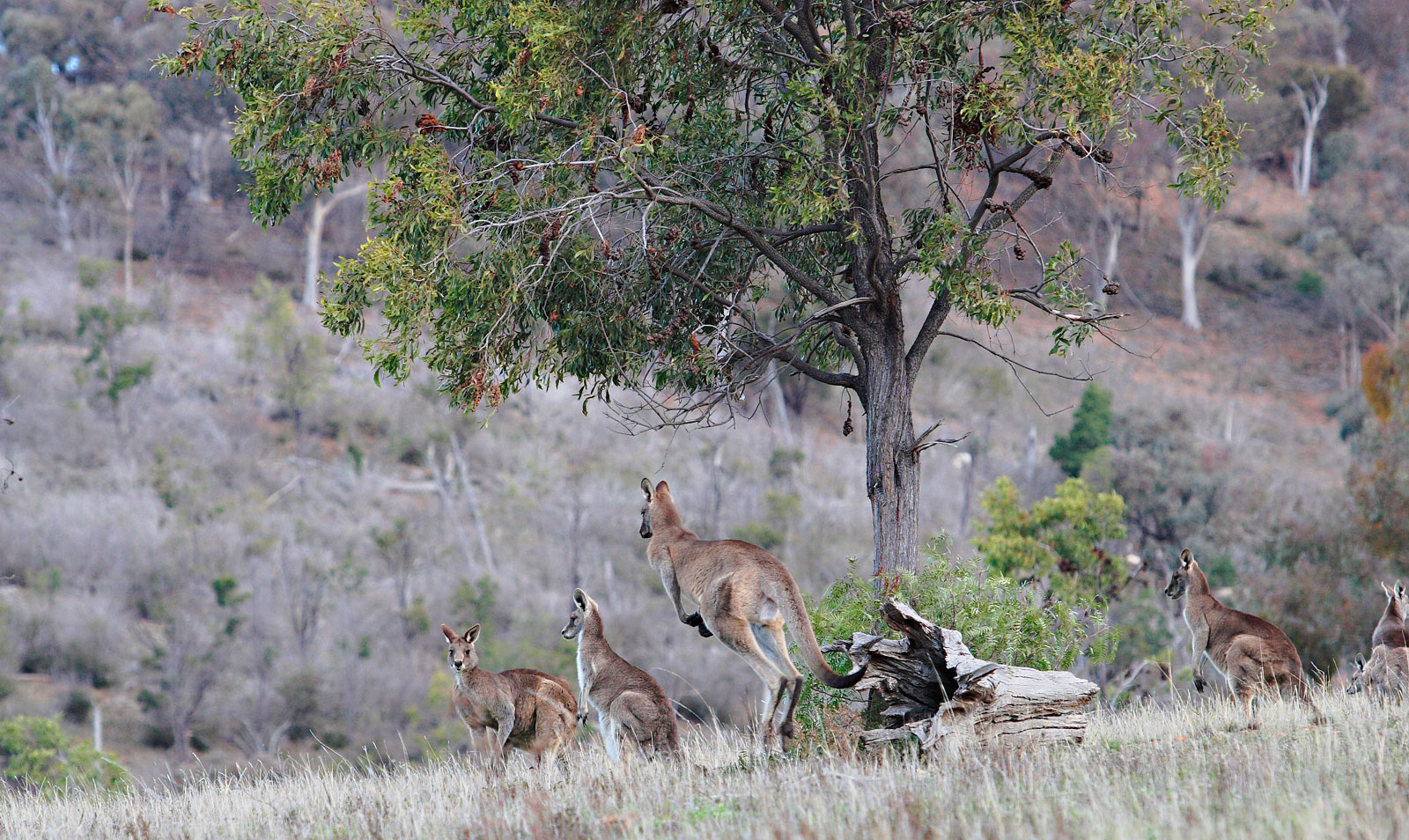
Groupe de kangourous géants.

Les kangourous se déplacent par bonds, leur vitesse de course est variable, en général elle est de l'ordre de 20 à 30 km/h en croisière et ils peuvent alors parcourir de longues distances en faisant de petits bonds. Ils peuvent aussi réaliser des bonds spectaculaires, jusqu'à 3,5 mètres de haut et 13 mètres de long. Lors d'un danger, en terrain découvert devant un prédateur par exemple, ils peuvent prendre la fuite à des vitesses supérieures, de l'ordre de 50 à 60 km/h en moyenne, et 80 km/h en vitesse maximale. Les adultes n'ont pas vraiment de prédateurs grâce à leur force au combat, leur grande rapidité et leur agilité à bondir. Un adulte est très puissant, et peut tuer un dingo avec des coups de pattes. Cependant, les animaux faibles, malades, âgés ou trop jeunes sont la proie des dingos.

## Espèces
Il existe soixante cinq espèces de kangourous, divisées en 11 genres :
(On appelle kangourous les plus grandes espèces et wallabies les plus petites, mais il n’y a pas vraiment de différences entre les deux.)
Liste des espèces selon Catalogue of Life du 14 janvier 2022 :
- genre Macropus : grand kangourous et grands wallabies (14)
  - Macropus rufus - Kangourou roux
  - Macropus antilopinus - Kangourou antilope
  - Macropus fuliginosus - Kangourou gris
  - Macropus giganteus - Kangourou géant
  - Macropus robustus - Wallarou ou Kangourou euro
  - Macropus bernardus- Wallaroo noir
  - Macropus agilis - Wallaby agile
  - Macropus parryi - Wallaby de Parry
  - Macropus dorsalis - Wallaby à raie noire
  - Macropus rufogriseus - Wallaby à cou rouge
  - Macropus parma - Wallaby de Parma
  - Macropus eugenii - Wallaby de l'île d'Eugène ou Tammar wallaby
  - Macropus irma - Wallaby d'Irma
  - Macropus greyi - Wallaby de Grey †
- genre Dendrolagus : kangourous arboricoles (12)
  - Dendrolagus ursinus - Dendrolague-ours
  - Dendrolagus bennettianus - Dendrolague de Benett
  - Dendrolagus matschiei - Dendrolague de Matschie
  - Dendrolagus lumholtzi - Dendrolague de Lumholtz
  - Dendrolagus dorianus - Dendrolague unicolore
  - Dendrolagus goodfellowi - Dendrolague de Goodfellow
  - Dendrolagus inustus - Dendrolague grisonnant
  - Dendrolagus scottae - Dendrolague de Papousie Nouvelle-Guinée
  - Dendrolagus spadix - Lowland Tree-kangaroo
  - Dendrolagus mbaiso - Dingiso
  - Dendrolagus pulcherrimus - Dendrolague doré
  - Dendrolagus stellarum - Dendrolague de Seri
- genre Lagorchestes : lièvres-wallabies (4)
  - Lagorchestes hirsutus - Lièvre-wallaby de l'ouest
  - Lagorchestes conspicillatus - Lièvre-wallaby à lunettes (Spectacled Hare-wallaby)
  - Lagorchestes asomatus - Central Hare-wallaby
  - Lagorchestes leporides - Eastern Hare-wallaby †
- genre Lagostrophus (1)
  - Lagostrophus fasciatus - Lièvre wallaby rayé
- genre Petrogale : wallabies des rochers et espèces apparentées (16)
  - Petrogale xanthopus - Pétrogale à pied jaune
  - Petrogale inornata - Pétrogale terne
  - Petrogale brachyotis - Pétrogale à oreilles courtes
  - Petrogale concinna - Petit pétrogale
  - Petrogale assimilis - Allied Rock Wallabies
  - Petrogale lateralis - Pétrogale d'Australie-Occidentale
  - Petrogale penicillata - Pétrogale à queue touffue, en brosse
  - Petrogale godmani - Pétrogale de Godman
  - Petrogale persephone - Proserpine Rock Wallaby
  - Petrogale rothschildi - Pétrogale de Rothschild
  - Petrogale burbidgei - Warabi
  - Petrogale coenensis - Pétrogale du Cap York
  - Petrogale herberti - Pétrogale d’Herbert
  - Petrogale mareeba - Pétrogale de Mareeba
  - Petrogale purpureicollis - Pétrogale à col pourpre
  - Petrogale sharmani - Pétrogale de Sharman
- genre Wallabia (1)
  - Wallabia bicolor - Wallaby bicolore
- genre Thylogale : les pademelons sont de petits wallabies (7)
  - Thylogale stigmatica - Pademelon à pattes rouges
  - Thylogale billardierii - Pademelon à ventre rouge
  - Thylogale brunii - Pademelon à queue courte
  - Thylogale thetis - Pademelon à cou rouge
  - Thylogale browni - Pademelon de Brun
  - Thylogale calabyi - Pademelon de Calaby
  - Thylogale lanatus - Pademelon des montagnes
- genre Onychogalea : regroupe les espèces ayant une extrémité de queue cornée. (3)
  - Onychogalea lunata - Wallaby à queue cornée
  - Onychogalea fraenata - Wallaby bridé à queue cornée
  - Onychogalea unguifera - Wallaby de Fawn à queue cornée
- genre Dorcopsis : Wallabies des forêts de la Nouvelle-Guinée (4)
  - Dorcopsis hageni - Wallaby du nord de la Nouvelle-Guinée
  - Dorcopsis luctuosa - Grey Dorcopsis
  - Dorcopsis atrata - Goodenough Dorcopsis
  - Dorcopsis muelleri - Brown Dorcopsis
- genre Dorcopsulus : wallabies des montagnes (2)
  - Dorcopsulus macleayi - Macleay's Dorcopsis
  - Dorcopsulus vanheurni - Small Dorcopsis
- genre Setonix (1)
  - Setonix brachyurus - Quokka

## Légende du nom d'origine en anglais
Le mot kangourou dérive de gangurru, désignant le kangourou géant dans la langue aborigène Guugu Yimithirr. Selon une légende, le mot gangurru signifierait en fait Je ne te comprends pas, alors que le naturaliste anglais Joseph Banks du Endeavour commandé par le capitaine James Cook, désignait un kangourou gris à son interlocuteur autochtone, ce dernier lui répondit gangurru, transcrit en « kangooroo » ou « kanguru » en 1770.
Cette origine fut démythifiée dans les années 1970 par le linguiste John B. Haviland (en) au cours de ses recherches sur le peuple Guugu Yimidhirr.

## Les kangourous et l'homme

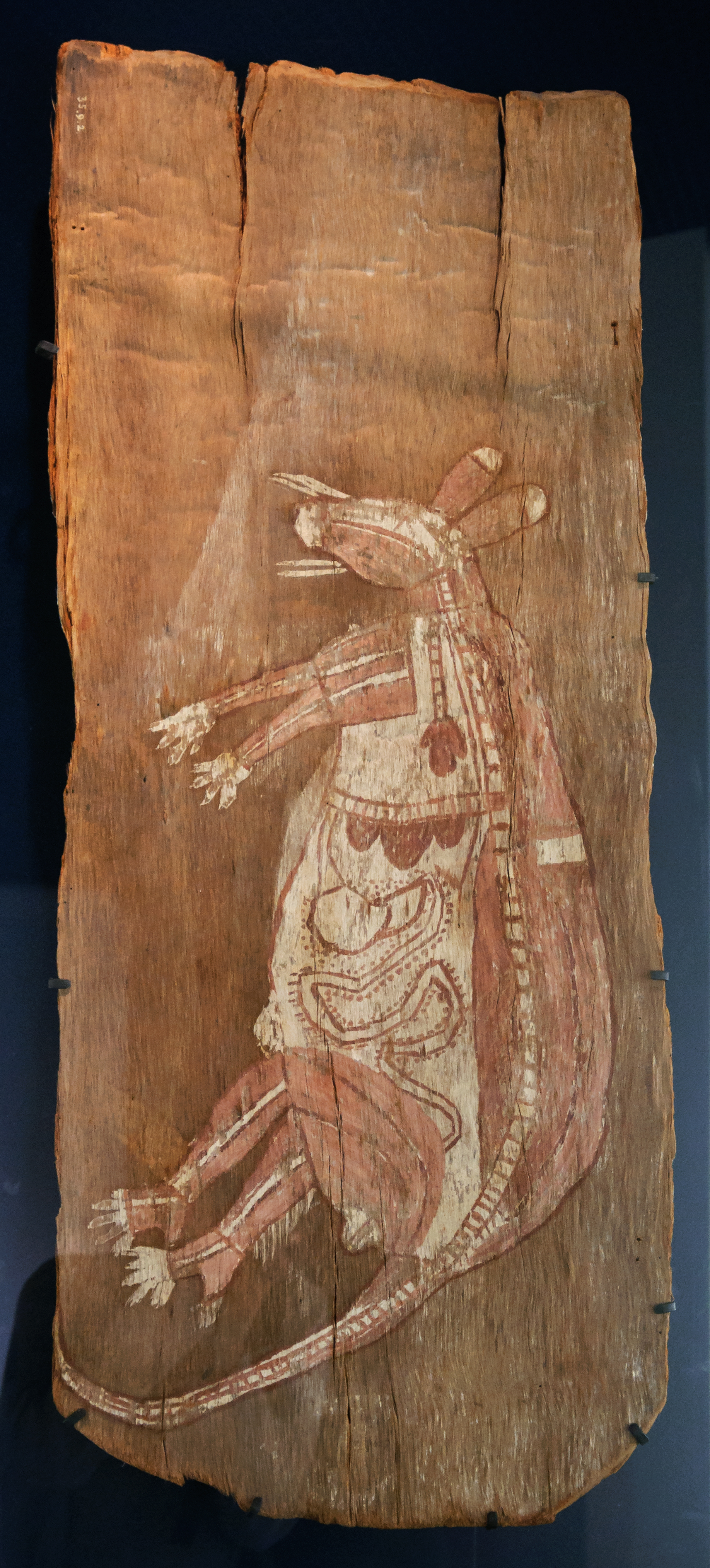
Ancêtre totémique kangourou, peinture sur écorce aborigène, vers 1915.

### Menaces
Le peuplement européen de l'Australie a causé un bouleversement des écosystèmes, avec une déforestation visant à créer de vastes plaines pour l'élevage des moutons et de bétail.
En Australie rurale, les kangourous sont souvent perçus comme des animaux nuisibles et massivement abattus, avec le soutien des autorités.
Chaque année 3 millions de kangourous sont tués pour un usage commercial, ainsi que 1,1 million de jeunes tués ou laissés à la mort en conséquence de la perte de leur mère. Par ailleurs, 200 000 kangourous et wallabys sont tués légalement pour des motifs non-commerciaux chaque année, sans compter un nombre élevé de kangourous tués sans l'autorisation du gouvernement.

### Kangourous célèbres
- Skippy
- Kangourou Jack
- Walibi
- Ripper Roo

### Les kangourous dans les figures de style
- Les Anglais parlent de « kangaroo court » pour désigner un tribunal fantoche ; ce qu'on appelle parfois en français un « tribunal de singes ».

### Dans la culture
- Créé en France en 1991, le Kangourou des Mathématiques est un jeu concours de mathématiques auquel peuvent participer les élèves du CP jusqu'au post baccalauréat. Elles ont lieu dans les établissements scolaires sous la responsabilité d'un enseignant[19].
- Sur des plateformes en ligne comme Microsoft Teams ou Telegram, l'emoji kangourou (🦘) rebondit sur l'écran[20].
- Le nom de la voiture Kangoo, de la marque Renault, évoque instantanément le mot kangourou chez un francophone. « Les premières publicités de Kangoo ont joué sur les champs sémantiques de kangourou avec la mise en scène du véhicule présenté pour des clients dynamiques, sportifs, qui souhaitent aller partout, pour des clients en quête d’aventure et de grands frissons »[21].